# Альбат, Вальтер
Вальтер Бруно Хуго Альбат (нем. Walter Bruno Hugo Albath; 7 декабря 1904, Бродница, Западная Пруссия, Пруссия, Германская империя — 5 июня 1989, Дортмунд, ФРГ) — немецкий юрист, штандартенфюрер СС, руководитель айнзацкоманды 3, входившей в состав айнзацгруппы 5 в Польше, начальник гестапо в Кёнигсберге.

## Биография
Вальтер Альбат родился 7 декабря 1904 года в Штрасбурге. Изучал юриспруденцию в университетах Марбурга, Киля и Гёттингена, в 1930 году стал доктором права. 1 апреля 1933 года вступил в НСДАП (билет № 1719777). С 1934 года служил в гестапо и впоследствии стал начальником гестапо в Дюссельдорфе. В 1939 году возглавил айнзацкоманду 3 в составе 5-й айнзацгруппы. Подразделение Альбата следовало за 3-й армией генерала Георга фон Кюхлера и действовало в Моронге и Венгруве. В 1941 году возглавил гестапо в Кёнигсберге. На этом посту отвечал за лагерь для заключённых в Зольдау. Кроме того, Альбат был инспектором полиции безопасности и СД в Кёнигсберге. В 1943 году он вернулся в Дюссельдорф, где в ноябре 1943 года стал инспектором полиции безопасности и СД, и где оставался до конца войны. В марте 1945 года приказал без суда расстрелять 35 остарбайтеров, обвинённых в совершении уголовных преступлений.
После войны был свидетелем на Нюрнбергском процессе. В 1948 году британским военным трибуналом был приговорён к 15 годам тюремного заключения, но в 1955 году был досрочно освобождён. Против него проводилось несколько расследований, которые были приостановлены. Умер в 1989 году.